# ラサ・ユクネヴィチエネ
ラサ・ユクネヴィチエネ（Rasa Juknevičienė、1958年1月26日 - ）は、リトアニアの政治家。1990年のリトアニア独立回復宣言に署名した一人。2008年から2012年まで国防相。2019年から欧州議会議員を務めている。

## 政治家になるまで
1965年から1976年までパネヴェジース第10中等学校で学び、その後1977年から1983年までカウナス医科学校で学んだ。大学卒業後はパネヴェジース中央病院で勤務。1984年から1990年までパスヴァリス中央病院で小児科医として働いた。

## 政治家として

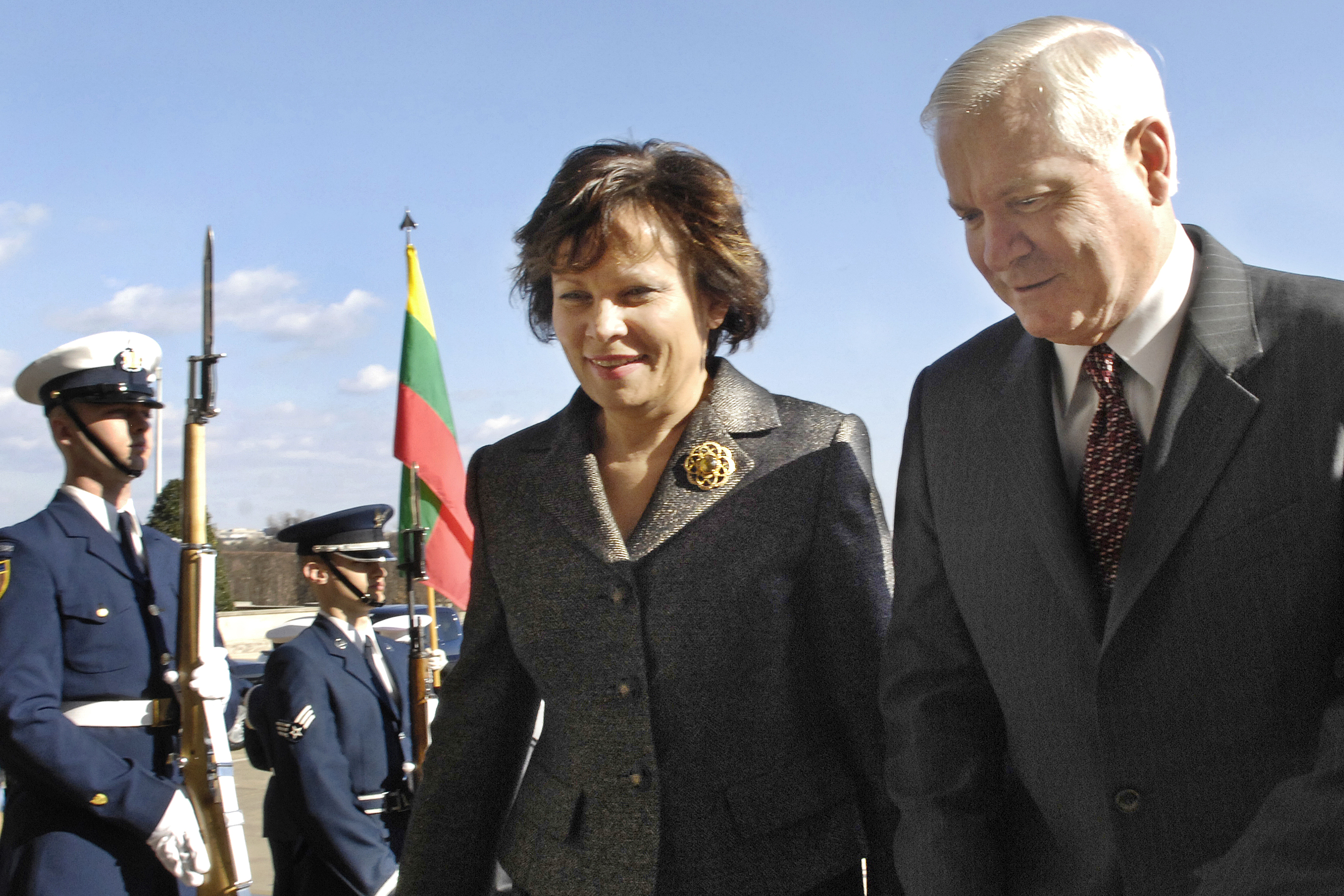
2009年2月12日、ペンタゴンにてロバート・ゲーツ米国国防長官と会談するユクネヴィチエネ。

1988年、サユディスに参加するようになり、パスヴァリス・サユディス評議会議長となった。1990年にリトアニア独立回復宣言に署名。その後は国会議員として活動し、1999年から2000年にはセイマス副議長も務めた。2008年12月9日、国防相に就任した。2012年、政権交代により国防相を辞任。
所属している祖国同盟では、その発足時から党員として活動、1996年から1999年までは党の執行部で働いた。1999年から副党首。
2019年の選挙で欧州議会議員に選出された。欧州議会では開発委員会に所属している。2021年には、議会内の欧州人民党グループの副団長に就任した。
| 公職                    | 公職                                     | 公職                    |
| ----------------------- | ---------------------------------------- | ----------------------- |
| 先代 ユオザス・オレカス | リトアニア共和国国防大臣 2008年 - 2012年 | 次代 ユオザス・オレカス |